# Autobahnkreuz Hilden
Das Autobahnkreuz Hilden (Abkürzung: AK Hilden; Kurzform: Kreuz Hilden) ist ein Autobahnkreuz in Nordrhein-Westfalen, das sich in der Metropolregion Rhein-Ruhr befindet und einen Eckpunkt des  Autobahnrings Düsseldorf bildet. Hier kreuzen sich die Bundesautobahn 3 (Oberhausen — Frankfurt am Main — Passau) und die A 46 (Heinsberg — Wuppertal).

## Geographie
Das Autobahnkreuz befindet sich auf dem Gebiet der Stadt Hilden, welche auch namensgebend war. Die umliegenden Städte sind Düsseldorf, Erkrath, Haan und Solingen. Es befindet sich etwa 15 Kilometer östlich der Düsseldorfer Innenstadt und etwa 30 km nördlich von Köln. Folgt man der A 3 von hier weiter nach Norden, passiert man das Neandertal.
Die Autobahnkreuz Hilden trägt auf der A 3 die Nummer 19, auf der A 46 die Nummer 28.

## Geschichte
Die Autobahn 3 existiert in diesem Bereich seit 1936, als sie im Zuge des Baus der Reichsautobahn von Köln nach Düsseldorf errichtet wurde. Dabei entstand das heutige Hildener Kreuz als einfache Anschlussstelle mit Anbindung nach Westen an die Landstraße Unterbach–Hilden. Die A 46 wurde 1972 hier als B 326 (Wupperschnellweg) gebaut.

### Umbau 2010
Von April bis September 2010 wurde das Kreuz umgebaut. Die Rampe Wuppertal – Oberhausen wurde auf zwei Fahrstreifen verbreitert, um den Verkehrsfluss zu verbessern. Außerdem wurde der Beschleunigungsstreifen verlängert, um das Einfädeln von LKW auf die A 3 zu erleichtern. Wegen des dichten Verkehrs dort kam es in der Vergangenheit oft zu Beeinträchtigungen. Des Weiteren wurde auch die Fahrbahndecke der A 3 zwischen Mettmann und dem Kreuz Hilden erneuert. Die Kosten für alle diese Umbaumaßnahmen beliefen sich auf rund 2,7 Millionen Euro.

### Erneuerung Überführung 2018
Von März 2018 bis 2021 wurde das 1966 errichtete zentrale Brückenbauwerk der A 3 über die A 46 durch einen Neubau ersetzt. Die Tragfähigkeitsreserven des Bauwerks waren so gut wie aufgebraucht.

## Ausbauzustand
Das Kreuz hat die Form eines Kleeblatts. Die A 3 und die A 46 sind im Kreuzungsbereich sechsstreifig ausgebaut. Ursprünglich waren alle Rampen einstreifig ausgebaut. Im Zuge des Umbaus 2010 wurde die Rampe Wuppertal–Düsseldorf um einen Fahrstreifen erweitert.

## Planungen
Die Verbindungsrampen im Kreuz sollen beispielsweise durch Überflieger auf höhere Leistungsfähigkeit ertüchtigt werden. Die Maßnahmen entlang der A 46 reichen dabei bis zu den beidseitig benachbarten Anschlussstellen Haan-West und Erkrath. Die A 3 soll im Kreuz wie auch im anschließenden südlichen Verlauf bis zum Autobahnkreuz Leverkusen von drei auf vier Fahrstreifen je Fahrtrichtung verbreitert werden. Sie schließt damit an den nachfolgenden vierstreifigen Verlauf an. Die erforderlichen Planungen laufen derzeit bei der Autobahn GmbH des Bundes.

## Besonderheiten

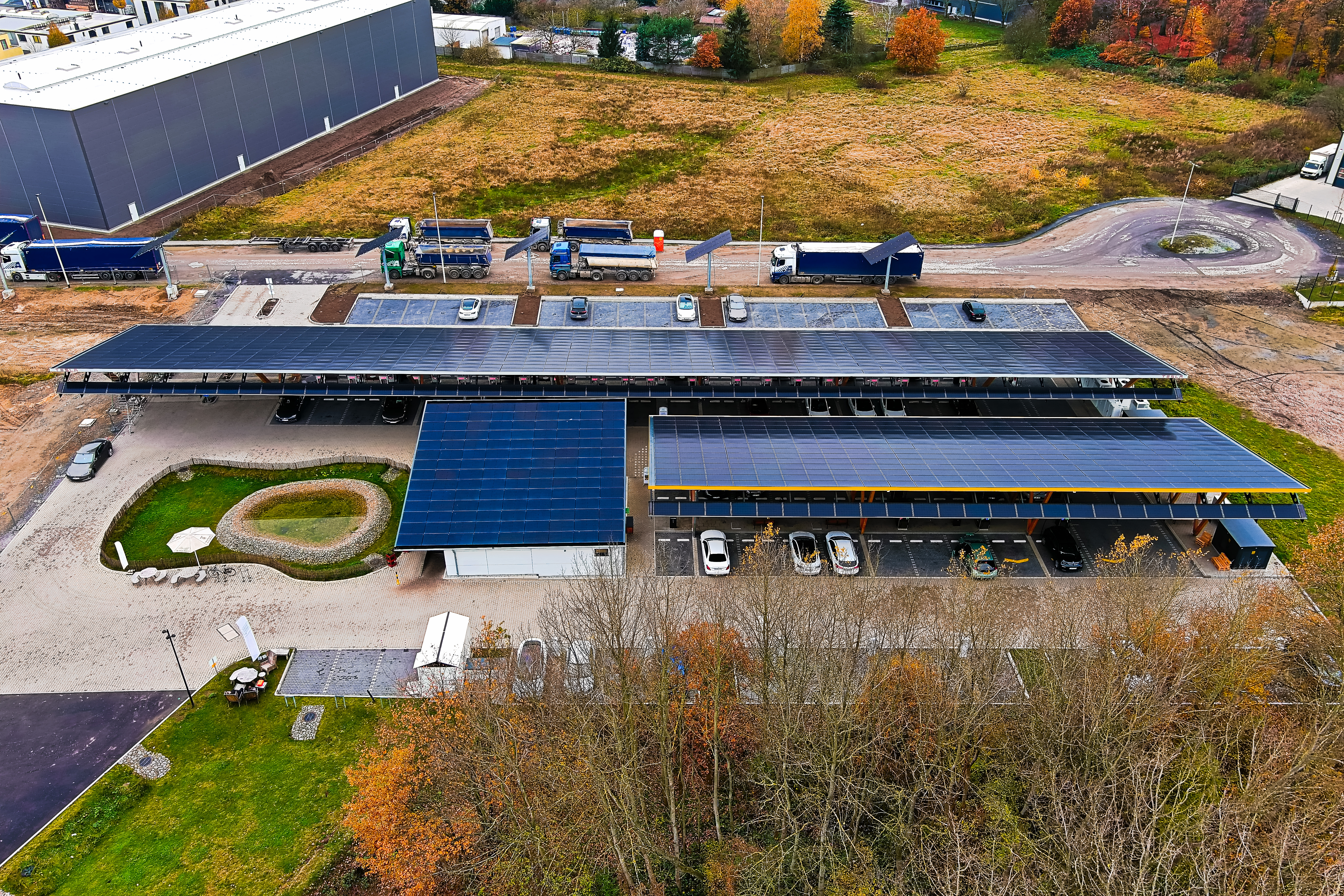
Seed & Greet Ladepark Kreuz-Hilden

Auf der A 46 bildet das Kreuz mit dem Anschluss an die Landesstraße 403 (AS Hilden) eine Doppelanschlussstelle.
Mit dem Seed & Greet befindet sich in direkter Nähe zum Autobahnkreuz Hilden der größte Elektroauto-Ladepark Deutschlands mit 40 Tesla Superchargern, 12 Schnellladepunkten des niederländischen Unternehmens Fastned mit 300 kW Leistung sowie insgesamt 20 Wechselstrom-Ladepunkten, davon 16 mit Typ-2-Anschluss und 4 Schuko Steckdosen (für Leichtfahrzeuge) (Stand 12/2021).

## Verkehrsaufkommen
Das Kreuz wird täglich von etwa 235.000 Fahrzeugen passiert. Damit ist es einer der meistbefahrenen Straßenknotenpunkte in Nordrhein-Westfalen.
| Von               | Nach              | Durchschnittliche tägliche Verkehrsstärke | Durchschnittliche tägliche Verkehrsstärke | Durchschnittliche tägliche Verkehrsstärke | Anteil Schwerlastverkehr | Anteil Schwerlastverkehr | Anteil Schwerlastverkehr |
| Von               | Nach              | 2005                                      | 2010                                      | 2015                                      | 2005                     | 2010                     | 2015                     |
| ----------------- | ----------------- | ----------------------------------------- | ----------------------------------------- | ----------------------------------------- | ------------------------ | ------------------------ | ------------------------ |
| AS Mettmann (A 3) | AK Hilden         | 128.300                                   | 129.000                                   | 124.700                                   | 11,2 %                   | 10,3 %                   | 09,5 %                   |
| AK Hilden         | AS Solingen (A 3) | 119.100                                   | 119.200                                   | 120.100                                   | 11,4 %                   | 10,3 %                   | 09,2 %                   |
| AS Erkrath (A 46) | AK Hilden         | 104.000                                   | 101.600                                   | 108.700                                   | keine Daten              | 08,8 %                   | 11,0 %                   |
| AK Hilden         | AS Hilden (A 46)  | 114.600                                   | 111.600                                   | 116.300                                   | 10,7 %                   | 08,3 %                   | 09,4 %                   |